# Louisiana (Nova Francija)
Louisiana, znana tudi kot Francoska Louisiana, je bila upravna enota Nove Francije. Leta 1682 je francoski raziskovalec René Robert Cavelier, Sieur de La Salle postavil križ blizu ustja reke Mississippi in v imenu kralja Ludvika XIV. zahteval celotno porečje reke Mississippi, poimenoval jo je "Louisiana" v čast svojega kralja. To ozemlje se je raztezalo od blizu Velikih jezer do Mehiškega zaliva in od Apalaških gora do Skalnega gorovja. Območje je bilo pod francosko kontrolo od 1682 (1699 v praksi) do 1762 in delno od 1801 (nominalno) do 1803.
Louisiana je vključevala dve regiji, danes znani kot Illinois Country (Zgornja Louisiana)-(la Haute-Louisiane), ki se je začela severno od reke Arkansas in Spodnja Louisiana (la Basse-Louisiane). Ameriška zvezna država Louisiana je poimenovana po zgodovinski regiji, čeprav je le majhen del obsežnih ozemelj, ki jih je zahtevala Francija.
Francosko raziskovanje območja se je začelo med vladavino Ludvika XIV, vendar obsežna francoska Louisiana ni bila široko razvita zaradi pomanjkanja človeških in finančnih virov. Zaradi poraza v sedemletni vojni je bila Francija prisiljena leta 1763 odstopiti vzhodni del ozemlja zmagovitim Britancem, zahodni del pa Španiji kot odškodnino za izgubo Španske  Floride. V 1770-ih se je Francija odločila pomagati revoluciji v britanskih severnoameriških kolonijah vzhodno od Mississippija, ki so postale Združene države. Prva francoska republika je ponovno pridobila suverenost nad zahodnim ozemljem od Španije v tajni pogodbi iz San Ildefonsa iz leta 1800. Napoleon Bonaparte je načrtoval nadaljnji razvoj francoske kontrole, vendar je zaradi operacij na Karibih in v Evropi prodal ozemlje Združenim državam v nakupu Louisiane leta 1803, s čimer se je končala francoska prisotnost. Ostanki dolge francoske vladavine so še vedno prisotni, zlasti v New Orleansu in vzdolž Mississippija ter njegovih pritokov.
Združene države so del ozemlja severno od 49. vzporednika odstopile Združenemu kraljestvu v pogodbi iz leta 1818. To je del današnje Alberte in Saskatchewana.
Glej tudi: 
- Zahodna Florida